# Beta del Cavallet de Pintor
Beta del Cavallet de Pintor (β Pictoris) és la segona estrella més brillant de la constel·lació del Cavallet de Pintor. Està situada a 63,4 anys llum del Sistema solar, i és 1,75 vegades més massiva que el Sol i la seva lluminositat és 8,7 vegades la del nostre Sol. El sistema Beta Pictoris és molt jove, tan sols entre 8 i 20 milions d'anys, tot i que ja està en l'estadi de la seqüència principal de la seva evolució. Beta Pictoris és el principal membre del grup mòbil Beta Pictoris, una associació estel·lar de joves estrelles que comparteixen el mateix moviment a través de l'espai i que tenen la mateixa edat.
Beta del Cavallet de Pintor mostra un excés d'emissió infraroja comparada ama l'emissió normal d'aquest tipus d'estrelles, la causa és la gran quantitat de pols que hi ha prop de l'estrella. Observacions més detallades revelaren un gran disc de pols i gas orbitant al voltant de l'estrella, el primer disc de runes en ser fotografiat al voltant d'una altra estrella. A més de la presència d'alguns anells planetesimals i d'activitat cometària, hi ha indicis de la formació de planetes dins el disc i que el procés de formació planetària podria continuar actualment. Es pensa que el material del disc de runes de Beta Pictoris podria ser la font dominant de meteoroides del nostre sistema solar.
L'ESO ha confirmat un planeta que concordaria amb les previsions orbitant en el planeta del disc de runes. Aquest seria el planeta extrasolar més proper a la seva estrella que s'hagi mai fotografiat : La separació observada és pràcticament la mateixa que la que hi ha entre el Sol i Saturn.

## Localització i visibilitat
Beta del Cavallet de Pintor és una estrella situada al sud de la constel·lació del Cavallet de Pintor i a l'oest de l'estrella brillant Canopus. La distància a Beta Pictoris es trobà mesurant la paral·laxi trigonomètrica. L'estrella té una magnitud aparent de 3,861, per això visible a ull nu sota bones condicions atmosfèriques. És la segona més brillant de la seva constel·lació, només per darrere d'Alfa Pictoris, que té una magnitud aparent de 3,30.
La distància a Beta del Cavallet de del Cavallet de Pintor fou mesurada pel satèl·lit Hipparcos a partir de la paral·laxi trigonomètrica: el petit desplaçament de la posició que s'observa en el desplaçament de la Terra al voltant del Sol. Beta del Cavallet de Pintor exhibia una paral·laxi de 51,87 minuts d'arc, un valor posteriorment revisat a 51,44 quan es va reanalitzar tenint més en compte l'error sistemàtic. La distància a Beta Pictoris és per tant de 63,4 anys llum, amb una incertesa de 0,1 anys llum.
El satèl·lit Hipparcos també mesurà el moviment propi de Beta del Cavallet de Pintor i donà que viatja cap a l'est a 4,65 mil·liarcsegons per any, i cap al nord a 83,10 miliarcsegons per any. Mesures de l'efecte Doppler de l'espectre estel·lar revelen que s'allunya de nosaltres a 20 km/s. D'altres estrelles comparteixen el mateix moviment que Beta Pictoris i probablement es formaren a partir del mateix núvol de gas aproximadament en el mateix temps, aquest grup d'estrelles és conegut com a grup mòbil Beta Pictoris.